# Halley G. Maddox
Halley Grey Maddox (* 29. Januar 1899 in McHenry, Ohio County, Kentucky; † 26. Mai 1977 in San Marcos, Hays County, Texas) war ein Generalmajor der United States Army. Er war unter anderem Kommandeur des VII. Corps.
Halley Maddox war der Sohn von Claude H. Maddox (1878–1947) und dessen Frau Susan Stewart (1876–1966). Er wuchs in Central City in Kentucky auf und besuchte das Hartford College, ebenfalls in Kentucky. Danach besuchte er das Marion Military Institute in Alabama, eine Schule zur Vorbereitung auf den Militärdienst. Anschließend absolvierte er die United States Military Academy in West Point. Nach seinem im Jahr 1920 erfolgten Abschluss wurde er als Leutnant der Infanterie zugeteilt. Später wechselte der passionierte Reiter zur Kavallerie. In der Armee durchlief er alle Offiziersränge vom Leutnant bis zum Zwei-Sterne-General.
Nach einer Stationierung auf den Philippinen absolvierte er den Cavalry School Basic Course in Fort Riley in Kansas. Neben seinen militärischen Tätigkeiten fiel Maddox in seinen frühen Jahren auch als begabter Reiter auf, der in vielen Reitershows auftrat und einigen Militärteams im Polo angehörte. In den 1920er und 1930er Jahren war er an verschiedenen Standorten in den Vereinigten Staaten und 1928 nochmals auf den Philippinen stationiert. Er absolvierte einige Kurse wie z. B. den Advanced Equitation Course und er war zwei Mal Lehrer an der Cavalry School.
Im Jahr 1941 absolvierte Maddox, inzwischen im Rang eines Majors, das Command and General Staff College. Danach wurde er Bataillonskommandeur im 32. Kavallerieregiment, das der 3. Panzerdivision unterstand. Der im Dezember 1941 zum Oberstleutnant beförderte Offizier nahm in den folgenden Jahren aktiv am Zweiten Weltkrieg teil. Dabei war er in verschiedenen Einheiten, aber immer als Stabsoffizier in den jeweiligen G-3-Abteilungen für militärische Operationen, tätig. Er war unter anderem an der Operation Torch, der Landung in Nordafrika und der Operation Husky, der Landung auf Sizilien, beteiligt. Die meiste Zeit diente er unter George S. Patton. Als dieser Anfang 1944 das Kommando über die 3. Armee erhielt, folgte ihm Maddox erneut als Leiter der G-3 Stabsabteilung. Bis zum Ende des Kriegs blieb er Pattons G3 Generalstabsoffizier.
Zwischen 1945 und 1947 war Maddox Stabschef der United States Constabulary, einer militärischen Polizeieinheit, die im besetzten Deutschland für die Aufrechterhaltung der Ordnung sorgen sollte. Bis 1949 diente er dann als Stabschef der 3. Armee, ehe er das Kommando über die Garnison in Fort Gordon erhielt. Im Jahr 1951 kehrte er als Stabschef zur 3. Armee zurück. Anschließend war er 1952 für kurze Zeit in Fort Monroe als Stabschef tätig.
Im August 1953, in der Endphase des Koreakriegs, übernahm Halley Maddox das Kommando über die damals noch in Korea stationierte 25. Infanteriedivision, das er bis zum Mai 1954 innehatte. In dieser Funktion bereitete er die für Herbst 1954 geplante Rückverlegung der Division nach Hawaii vor. Danach leitete Maddox bis November 1954 die Korean Military Advisory Group, eine amerikanische Einheit, die das südkoreanische Militär ausbildete. Zwischen November 1954 und Juni 1956 kommandierte Maddox die 9. Infanteriedivision. Im Juni und Juli 1956 hatte er kommissarisch das Kommando über das VII. Corps inne. Danach blieb er in Deutschland und wurde in den Jahren 1956 bis 1957 stellvertretender Kommandeur der amerikanischen Heeresstreitkräfte in Europa (USAREUR). Anschließend wurde er stellvertretender Kommandeur der 2. Armee. Dieses Amt behielt er bis zu seinem Ruhestand 1959.
In seinem Ruhestand engagierte sich Maddox in verschiedenen Veteranenorganisationen. Er gehörte auch dem Vorstand der kirchlichen San Marcos Baptist Academy an. Der seit 1949 mit Madeleine Ehrheart (1907–2006) verheiratete Offizier starb am 26. Mai 1977 und wurde auf dem Friedhof der Saint Stephen's Episcopal Church in Wimberley in Texas beigesetzt.

## Orden und Auszeichnungen
Halley Maddox erhielt im Lauf seiner militärischen Laufbahn unter anderem folgende Auszeichnungen:
- Army Distinguished Service Medal (2×)
- Legion of Merit (3×)
- Bronze Star Medal (2×)